# Лілея (балет)
«Лілея» — балет на 2 дії українського композитора Костянтина Данькевича за однойменною баладою Тараса Шевченка. Шевченко створив баладу «Лілея» у Києві у 1846 році (25 липня). Вистава була в репертуарі кількох балетних театрів, зазнавала змін балетного лібрето (Галина Березова, Вахтанг Вронський, Валерій Ковтун, Анатолій Шекера та ін.) та нових хореографічних версій.

## Прем'єри та постановки

### Національна опера України[1]
- У Національній опері балет іде з 1940 р.  (прем'єра - 26 серпня).  Першою виконавицею заголовної партії стала  Антоніна Васильєва. Партію Степана в прем’єрній виставі виконав  Олександр Соболь.
- У 1945 році, після повернення театру з евакуації, вистава була поновлена. Декорації до вистави створив Анатоль Петрицький.
- У 1956 році  відбулася нова постановка балету, яку здійснили диригент Борис Чистяков, балетмейстер Вахтанг Вронський,  художник Петро Злочевський. Два роки потому ( у 1958 р.) ця постановка стала основою однойменного фільму-балету.
- У 1976 році балет поставив хореограф Анатолій Шекера. Музичну редакцію здійснив диригент-постановник вистави Олег Рябов.
- 29 червня 2003 році відбулася прем'єра оновленої постановки ( лібрето Валерія Ковтуна)  за сценарним планом Всеволода Чаговця. Музичну композицію з творів Костянтина Данькевича підготував Олексій Баклан.  Хореографом виступив Валерій Ковтун. Художник-постановник — В'ячеслав Окунєв. Диригент — Аллін Власенко.

### Львівська національна опера
- У Львівській опері балет іде з 1989 р. у постановці балетмейстера-постановника Германа Ісупова за лібрето Всеволода Чаговця. Творчий склад: диригент-постановник — Михайло Дутчак , художник-постановник — Михайло Риндзак , диригент — Юрій Бервецький.

### Одеський театр опери та балету
- Одеська прем'єра «Лілея, або Вернісаж Т. Г. Шевченка» (постановники І. Балашов і Віктор Трощенко) відбулася у 2002 р. Її рисою стала участь на сцені  самого Кобзаря. У виставі окрім того звучать пісні «Ой, не світи, місяченьку», «Коло млину, коло броду», «Тихо, тихо Дунай воду несе» та ін.
- Ролі Лілеї виконували Наталія Слободян, Антоніна Васильєва, Алла Гавриленко, Лілія Гражуліс, Ольга Голиця, Євгенія Єршова, Анастасія Ісупова, Євгенія Коршунова, Наталія Лазебникова, Христина Мордзік, Вікторія Ткач,Ольга Павлова, Ольга Рожевич, Людмила Сморгачова, Елеонора Стебляк, Тетяна Таякіна, Олена Філіп'єва, Раїса Хилько, Антоніна Яригіна.
- Ролі Степана виконували Андрій Гура, Денис Недак, Костянтин Пожарницький, Ігор Храмов,  Олексій Потьомкін,  Євгеній Свєтліца, Андрій Михаліха, Сергій Сидорський, Микита Сухоруков, Дмитро Чеботар.
- Ролі Князя виконували Сергій Астремський, Ян Ваня, Артем Дацишин, Сергій Кривоконь, Максим Мотков, Віталій Нетруненко, Ігор Храмов, Дмитро Чеботар, Олександр Шаповал.

## Синопсис (львівська версія)

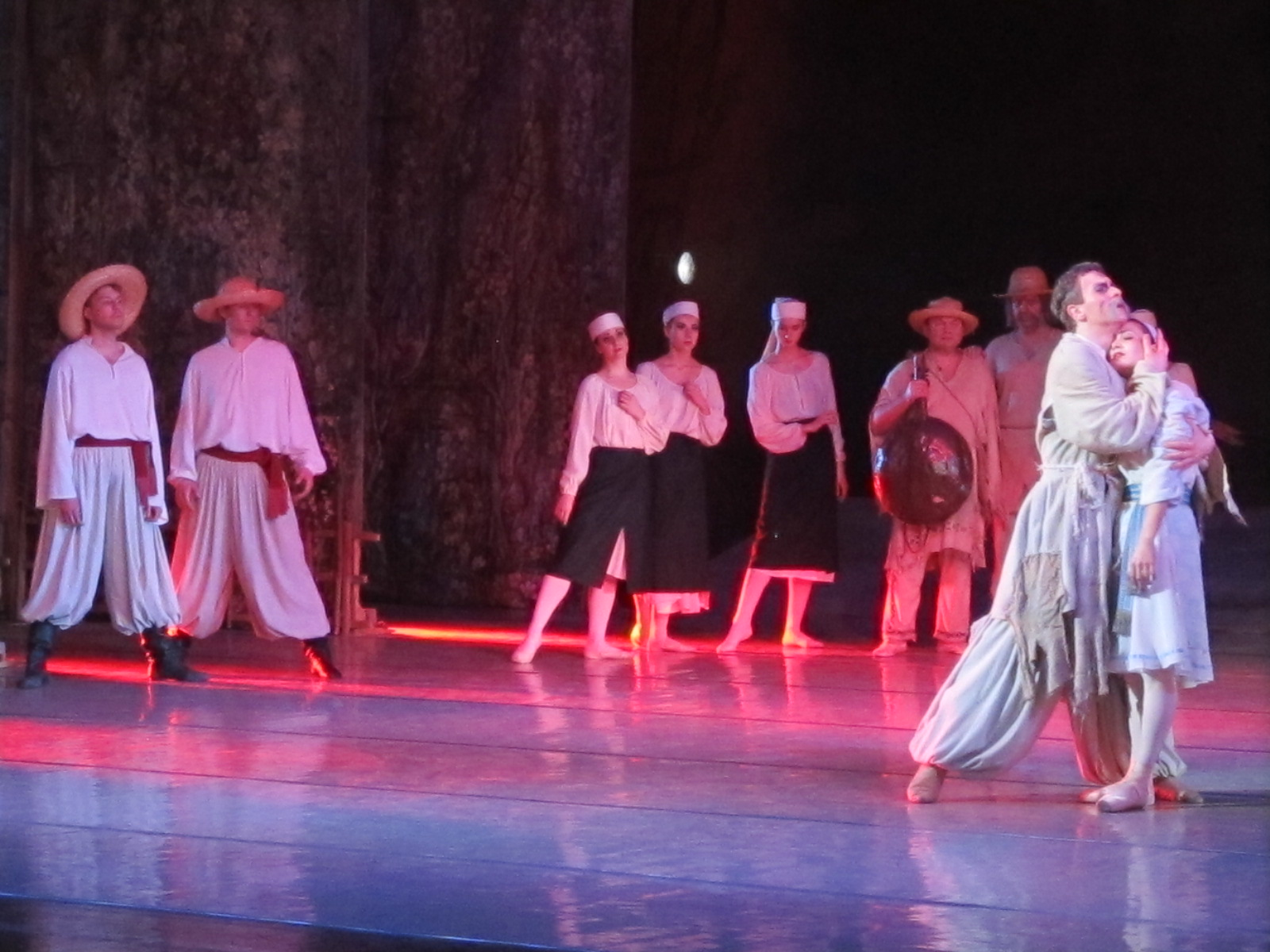
Лілея знаходить Степана (дія 2)

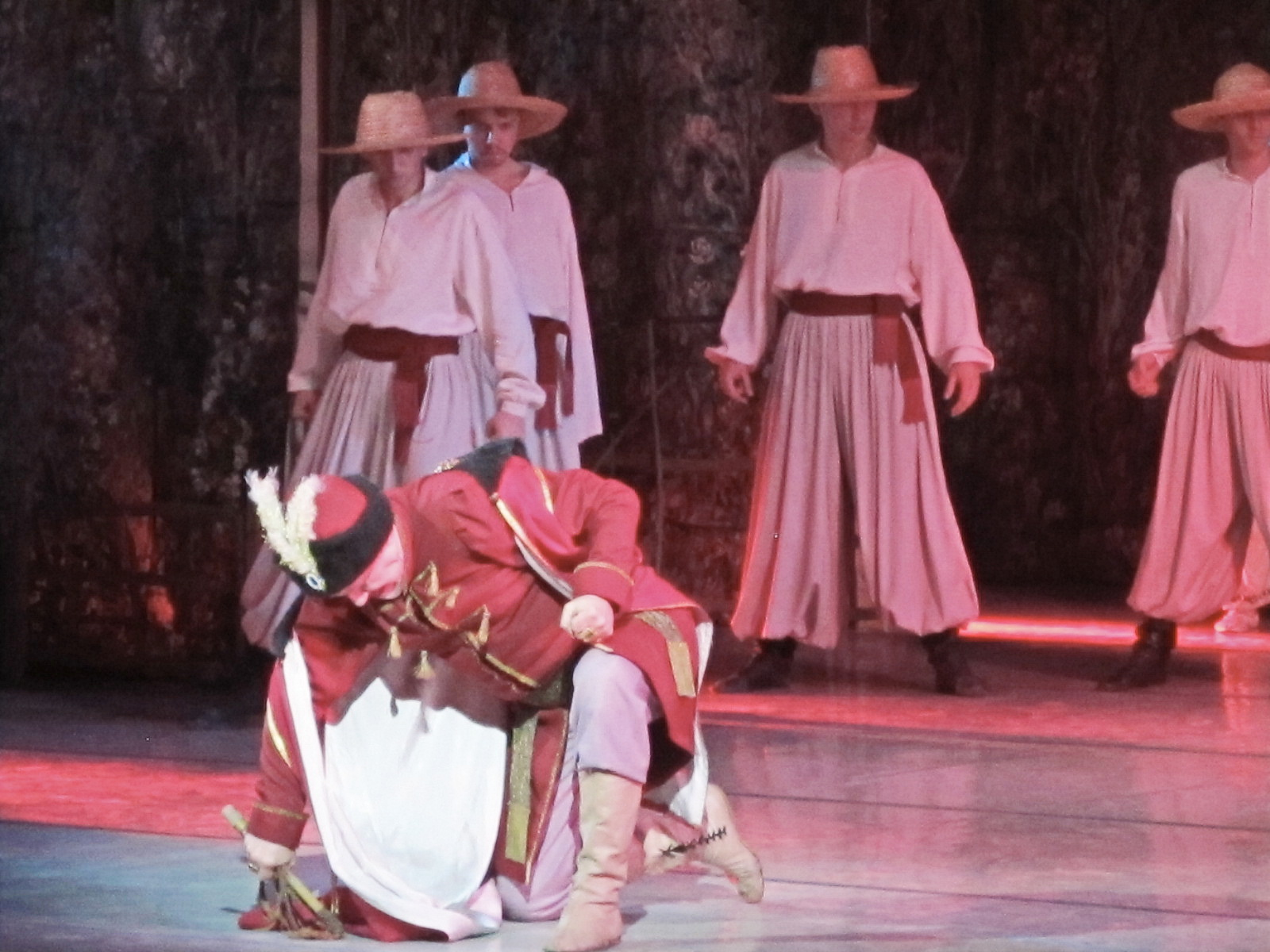
Князь гнівається (дія 2)

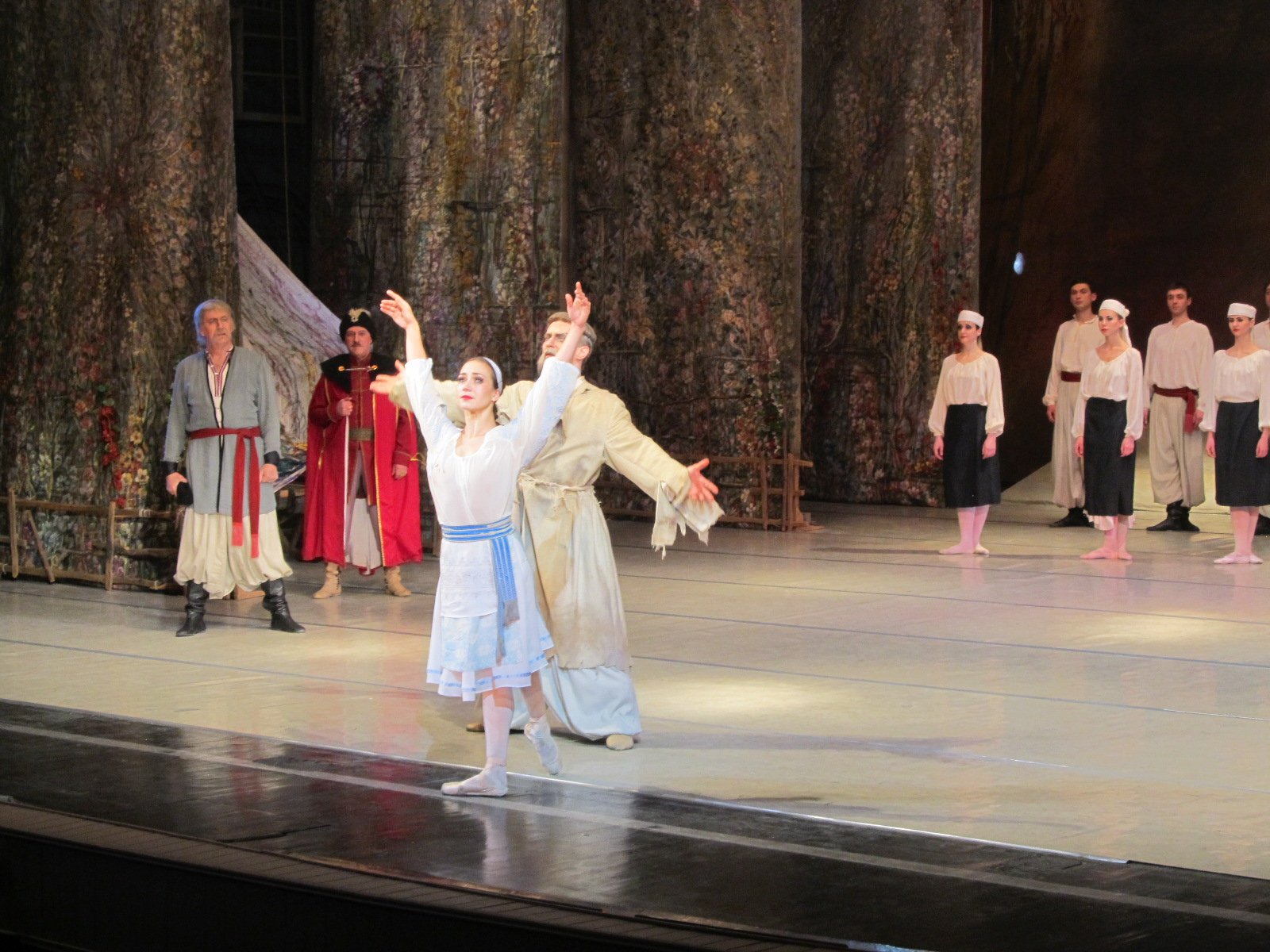
Поклони акторів Національного театру опери та балету ім. Соломії Крушельницької.

Дія 1
У теплу літню ніч на Івана Купала дівчата кидають вінки на воду, загадуючи свою долю. Заквітчана вінком красуня Лілея притягує зачаровані погляди парубків, а серед них — і Степана, з яким від народження росла. Разом вони відчувають, що постало між ними незвідане досі почуття — кохання. Лілея зі Степаном просять у Князя дозволу на заручини. Князь погоджується, але зранений красою Лілеї, раптом вирішує розлучити закоханих: він наказує відвести дівчину до себе в палац, а парубка — зробити наймитом при князівському дворі. Проте громада стає на перешкоді намірам Князя: Степана виряджають на Січ, а Лілею беруть під свою опіку.

Дія 2
Гайдуки Князя розшукують Лілею. Тікаючи від них, дівчина опиняється на березі озера, де її, знесилену, знаходять цигани. Вони оточують дівчину добротою і ласкою та допомагають утекти від князівських посіпак. В дорозі вона, стомлена, засинає, і бачить дивний сон: у колі танцюють русалки. З ними стоїть її рідний Степан. Та сон раптово обривається… Берегом озера йдуть кобзарі. З ними — і коханий Лілеї, якого дорогою на Січ, спіймавши, осліпили князеві гайдуки. З'являється сам Князь і хоче вбити безборонного Степана. Але Лілея заслоняє його собою. На допомогу закоханим приходить народ. Селяни вбивають безчесного Князя, а сліпий Степан-Кобзар закликає усіх до боротьби за своє щастя і свободу.

## Значення для мистецтва
«Лілея» стала першою ластівкою і дорогоцінною перлиною національного хореографічного мистецтва з утіленням шевченкових поетичних образів на балетних сценах України та займає особливу сторінку в літописі театрально-музичної і кінематографічної шевченкіани. До її аналізу долучилися відомі українські мистецтвознавці, зокрема Ванда Володько, Степан Дубенко, Марія Загайкевич, Юрій Станішевський, Василь Туркевич, Олена Шаповал, Олена Щербакова та інші.
На думку О. Щербакової, «Лілея» стала першою етапною подією у творенні національного класичного балету (на підрадянській Україні), який став значною віхою в українській хореографії кінця 30-х — початку 40-років ХХ ст. Прем'єру балету призначили на 1939 рік (відбулася у серпні 1940 р. — репресії були на часі), коли запланували широко відзначити 125-річчя від дня народження Тараса Шевченка. Поєднання балетної музики Костянтина Данькевича, побудованої на матеріалі українських народних пісень, лібрето Всеволода Чаговця за мотивами шевченкового «Кобзаря» («Лілея», «Сліпий», «Утоплена», «Русалка», «Княжна», «Марина», «Відьма») та хореографії Галини Березової із синтезом класичних і фольклорних елементів створили, по суті, збірний образ багатьох шевченківських героїнь (з покірної і боязкої дівчина перетворюється на рішучу й мужню, яка мститься князеві за свою зневажену честь).

## Кінематограф для балету
У 1958 р. зусиллями Київської кіностудії художніх фільмів імені О. П. Довженка та балетної трупи й оркестру Київського державного ордена Леніна театру опери і балету ім. Т. Г. Шевченка побачив світ перший україномовний радянський фільм-балет «Лілея», створений на основі балетної постановки Вахтанга Вронського та Василя Лапокниша. Кольорову кінострічку добре сприйняли у багатьох країнах світу — здійснена за сценарієм і постановкою Вахтанга Вронського (музика Костянтина Данькевича, лібрето Всеволода Чаговця). На екрані розгортається трагічна історія чистого кохання закріпаченої дівчини Лілеї (Євгенія Єршова) та її милого парубка Степана (Роберта Візиренка-Клявіна), переслідуваних князем, якому вдається вбити Лілею. Степанові залишається стати месником. Лейтмотивом образу головної героїні у стрічці стала одна з улюблених пісень Тараса Шевченка «Ой зійди, зійди, ти, зіронько та вечірняя». Цікавою особливістю фільму визнано вдало дібраний Андрієм Малишком дикторський текст, який містить цілу низку поезій Кобзаря — від пристрасного заклику «Заповіту» до пророчих Поетових слів: «І на оновленій землі / Врага не буде, супостата, / А буде син, і буде мати, / І будуть люде на землі».
Балет «Лілея» був і залишається справжньою окрасою балетних труп українських театрів. Узагальнений образ шевченкової героїні здавна стоїть поруч із такими поетичними жіночими образами нашої класичної літератури, як Ярославна із «Плачу Ярославни» Тараса Шевченка, Мавка з «Лісової пісні» Лесі Українки і Меланка зі «Свіччиного весілля» Івана Кочерги. Він є уособленням чистоти і вірності, вишуканості і гідності, віри, надії і любові (О. Щербакова).